# گروه استودیویی تیمی
گروه استودیویی تیمی (به انگلیسی: TiMi Studio Group)، زیرمجموعهٔ تنسنت، یک استودیوی توسعه بازی‌های ویدئویی است که دفتر مرکزی آن در شنژن چین و دفاتر آن در مونترال، سیاتل، لس آنجلس، چنگدو و شانگهای قرار دارند. تیمی در سال ۲۰۰۸ با عنوان استودیو جید تأسیس شد و شامل چندین استودیو با زمینه‌های مختلف تخصصی است و بازی‌هایی را در ژانرهای مختلف برای رایانه، موبایل و نینتندو سوئیچ توسعه می‌دهد، از جمله افتخار پادشاهان، سرزمین دلیری، ندای وظیفه: موبایل و پوکمون یونیت و همکاری برای ساخت pubg موبایل و سیزن اول free fire

## تاریخ

### ۲۰۰۸–۲۰۱۳: منشأ به عنوان جید استودیو
TiMi در سال ۲۰۰۸ با عنوان جید استودیو در شنژن چین آغاز به کار کرد. این استودیو با QQ Speed (معروف به GKART و Speed Drifters در بازارهای غربی)، موفق‌ترین بازی مسابقه ای چین، وارد بازار بازی‌های رایانه ای چین شد. از ۲ ژوئیه ۲۰۱۹، Speed Drifters دارای ۷۰۰ میلیون کاربر ثبت نام شده و ۲۰۰ میلیون نفر به عنوان پخش کننده تلفن همراه ثبت شده‌اند. پس از Speed Drifters، استودیو RPG چندنفره آنلاین خود (MMORPG) خود را با عنوان The Legend of Dragon در سال ۲۰۱۰ و تیرانداز اول شخص (FPS) Assault Fire در سال ۲۰۱۲ منتشر کرد. در سال ۲۰۱۳، استودیو آخرین بازی رایانه ای خود را که یک بازی تیرانداز سوم شخص (TPS) با عنوان Age of Gunslingers بود، قبل از شروع بازی‌های موبایل خود با انتشار بازی‌های اختصاصی WeChat مانند We Match و We Run، منتشر کرد.

### ۲۰۱۴–۲۰۱۶: تشکیل گروه استودیوی TiMi و موفقیت چینی
در سال ۲۰۱۴، جید استودیو با استودیو وولونگ از چنگدو و استودیو تیانمیو از شانگهای ادغام شد و گروه استودیویی TiMi را تشکیل داد. پس از ادغام، در سال ۲۰۱۵، استودیو با بازی عظیم میدان جنگ برخط چندنفره (MOBA)، افتخار پادشاهان وارد بازی موبایل شد. از ژوئیه ۲۰۱۹، افتخار پادشاهان پردرآمدترین بازی موبایل در سراسر جهان در نیمه اول سال ۲۰۱۹ است و بیش از ۷۲۸ میلیون دلار درآمد دارد.
در سال ۲۰۱۶، استودیو لیگ حرفه ای کینگ (KPL) را معرفی کرد. رقابتی رسمی esport برای افتخار پادشاهان. KPL اولین ورود استودیوها به esports را نشان داد و ۱۲ میلیون دلار جایزه اختصاص داد.

### ۲۰۱۶ – در حال حاضر: رشد جهانی، Arena of Valor، ندای وظیفه: موبایل و پروژه‌های آینده
پس از موفقیت Honor of Kings، در سال ۲۰۱۶، استودیو Arena of Valor را منتشر کرد. بازی MOBA برای موبایل و نینتندو سوییچ در بیش از ۵۰ کشور در سراسر آسیا، اروپا، آمریکای شمالی و آمریکای جنوبی راه اندازی شد و دسترسی استودیو را در سراسر جهان گسترش داد و بیش از ۱۳ میلیون کاربر فعال ماهانه در ماه مه ۲۰۱۹ گزارش شد. این بازی بخشی از رویداد نمایشی Esports در بازیهای آسیایی 2018 و بازیهای آسیای جنوب شرقی 2019 شد.
در ۱۸ مارس ۲۰۱۹، در کنفرانس توسعه دهندگان بازی (GDC) در سانفرانسیسکو، کالیفرنیا، اکتیویژن اعلام کرد که با گروه استودیویی TiMi همکاری می‌کنند تا عنوان آینده خود، ندای وظیفه: موبایل را توسعه دهند. این بازی در تاریخ ۱ اکتبر ۲۰۱۹ در سراسر جهان منتشر شد. تا ۴ اکتبر ۲۰۱۹، تعداد بازی‌ها از ۳۵ میلیون بار عبور کرده و درآمد آن از ۲ میلیون دلار فراتر رفته‌است. در دسامبر ۲۰۱۹، این بازی جایزه بهترین بازی موبایل را در جوایز بازی ۲۰۱۹ دریافت کرد.
در ژوئیه ۲۰۱۹، اعلام شد که استودیو و شرکت پوکمون در حال توسعه یک بازی جدید پوکمون هستند که در ۲۴ ژوئن ۲۰۲۰ معرفی شد، به نام پوکمون یونیت، یک بازی آنلاین چند نفره (MOBA) برای موبایل و نینتندو سوییچ.
در مه ۲۰۲۰، استودیو ex-۳۴۳ اینداستریز و توسعه دهنده یوبی‌سافت اسکات وارنر را به عنوان مدیر استودیو در آمریکای شمالی اعلام کرد.
در ۲۷ ژوئن ۲۰۲۰، استودیو و SNK یک بازی جدید موبایل بدون نام، Code: J، برای حق رای دادن بازی‌های کلاسیک Metal Slug اعلام کردند.
در نوامبر ۲۰۲۰، استودیو اعلام کرد که Honor of Kings رکورد ۱۰۰ میلیون کاربر فعال روزانه در سراسر جهان را ثبت کرده‌است.

## لیست بازی‌ها
| سال  | عنوان                                      | ژانر(ها)                                       | بستر، زمینه)                    |
| ---- | ------------------------------------------ | ---------------------------------------------- | ------------------------------- |
| ۲۰۰۷ | QQ سه پادشاهی                              | گذرگاه طاقدار                                  | ویندوز مایکروسافت               |
| ۲۰۰۸ | QQ Speed (GKART / Speed Drifters)          | مسابقه                                         | ویندوز مایکروسافت               |
| ۲۰۱۰ | افسانه اژدها                               | نقش آفرینی آنلاین به صورت گسترده چند نفره      | ویندوز مایکروسافت               |
| ۲۰۱۱ | پادشاه مبارزان خیره کننده / پادشاه رزمی    | دعوا کردن                                      | ویندوز مایکروسافت               |
| ۲۰۱۲ | آتش‌سوزی                                    | تیرانداز اول شخص                               | ویندوز مایکروسافت               |
| ۲۰۱۳ | عصر تفنگداران                              | تیرانداز سوم شخص                               | ویندوز مایکروسافت               |
| ۲۰۱۳ | ما مطابقت داریم                            | گاه به گاه                                     | اندروید، iOS                    |
| ۲۰۱۳ | ما اجرا می‌کنیم                             | گاه به گاه                                     | اندروید، iOS                    |
| ۲۰۱۴ | ما می‌جنگیم                                 | گاه به گاه                                     | اندروید، iOS                    |
| ۲۰۱۴ | ما رانش می‌کنیم                             | گاه به گاه                                     | اندروید، iOS                    |
| ۲۰۱۴ | بیایید شیاطین را با هم بگیریم!             | گاه به گاه                                     | اندروید، iOS                    |
| ۲۰۱۴ | اتحاد حذف کننده                            | گاه به گاه                                     | اندروید، iOS                    |
| ۲۰۱۴ | جنگجویان فانتزی                            | دعوا کردن                                      | اندروید، iOS                    |
| ۲۰۱۵ | افسانه‌های Crossfire Legends                | تیرانداز اول شخص                               | اندروید، iOS                    |
| ۲۰۱۵ | افتخار پادشاهان                            | عرصه نبرد آنلاین چند نفره                      | اندروید، iOS                    |
| ۲۰۱۶ | Arena of Valor                             | عرصه نبرد آنلاین چند نفره                      | Android , iOS، Nintendo Switch  |
| ۲۰۱۷ | پادشاه آشوب                                | نقش آفرینی                                     | اندروید، iOS                    |
| ۲۰۱۷ | QQ Speed: Mobile / Garena Speed Drifters   | مسابقه                                         | اندروید، iOS                    |
| ۲۰۱۸ | افسانه اژدها: موبایل                       | نقش آفرینی آنلاین به صورت گسترده چند نفره      | اندروید، iOS                    |
| ۲۰۱۸ | PlayerUnknown's Battlegrounds: Army Attack | نبرد رویال                                     | اندروید، iOS                    |
| ۲۰۱۸ | پادشاه مبارزان: سرنوشت                     | دعوا کردن                                      | اندروید، iOS                    |
| ۲۰۱۸ | Contra Returns                             | فرار و اسلحه                                   | اندروید، iOS                    |
| ۲۰۱۹ | نبرد در آسمانها                            | نقش آفرینی آنلاین به صورت گسترده چند نفره      | اندروید، iOS                    |
| ۲۰۱۹ | سنت سییا: بیداری                           | نقش آفرینی استراتژی مبتنی بر نوبت              | اندروید، iOS                    |
| ۲۰۱۹ | Call of Duty: Mobile                       | تیرانداز                                       | اندروید، iOS                    |
| ۲۰۲۱ | پوکمون متحد شوید                           | عرصه نبرد آنلاین چند نفره، استراتژی زمان واقعی | Android , iOS , Nintendo Switch |
| TBA  | کد Slug Metal: J                           | فرار و اسلحه                                   | اندروید، iOS                    |